# Speicherstadt
Speicherstadt (Mesto skladišč) v Hamburgu, Nemčija, je največje okrožje skladišč na svetu, kjer stavbe stojijo na lesenih, hrastovih pilotih . Je v pristanišču Hamburg - v četrti HafenCity - in je bilo zgrajeno med letoma 1883 in 1927.
Območje je bilo zgrajeno kot prosta cona za prenos blaga brez plačila carine. Od leta 2009 sta tako okrožje kot okolica v predelavi. Kot prvo v Hamburgu je bilo 5. julija 2015 vpisano na seznam Unescove svetovne dediščine .

## Geografija
Speicherstadt stoji na območju velikem približno 26 hektarjev (vključno s kanali) nekdanjih otokov Kehrwieder in Wandrahm na Labi, dolgo približno 1,5 kilometra in 150 do 250 metrov široko, v severovzhodnem pristanišču Hamburg. Poteka od Kehrwiederspitze in Sandtorhöfta na zahodu do nekdanjega Teerhofa na Oberbaumbrücke na vzhodu. 
Prečka ga šest kanalov:
- Kehrwiederfleet se začne med Kehrwiederspitze in Sandtorhöft, poteka do mostu Sandbrücke (Auf dem Sande) in gre v Brooksfleet;
- Brooksfleet je podaljšek Kehrwiederfleetsa pri Sandbrücke (Auf dem Sande), poteka do sotočja Kleinen Fleets pri Neuerwegbrücke in gre tam čez St. Annenfleet;
- St. Annenfleet poteka vzporedno z ulico Am St. Annenufer, med Neuerwegsbrücke in St. Annenbrücke, je razširitev Brooksfleeta in se združuje v Holländischbrookfleet
- Holländischbrookfleet; podaljšanje St. Annenfleets od St. Annenbrücke do sotočja z Wandrahmsfleet pred mostom Poggenmühlenbrücke;
- Kleines Fleet je povezava med Zollkanal, Wandrahmsfleet in Brooksfleet na prehodu v St. Annenfleet;
- Wandsrahmsfleet se razteza od Kleinen Fleet (Kannengießerortbrücke) teče pred mostom Poggenmühlenbrücke z Holländischbrookfleet skupaj do Zollkanal na višini Oberbaumbruecke.

Preko nekdanje plovne poti Dat Deep, ki jo sestavljajo Binnenhafen, Zollkanal in Oberhafen, je Speicherstadt ločen od starega mestnega jedra in povezan z osmimi mostovi. Na jugu je omejen s cestno železnico Am Sandtorkai, Brooktorkai in Oberbaumbrücke s starim pristaniškim območjem in sedanjim urbanim razvojnim projektom različnih četrti HafenCity. Ta cestna železnica sledi stari hamburški fortifikaciji, katere obrambni jarek je bil obnovljen ob razvoju pristanišč Sandtorhafen, Brooktorhafen in Ericusgrabens.

## Zgodovina
Od leta 1815 je bilo neodvisno in suvereno mesto Hamburg član Nemške konfederacije - združenja srednjeevropskih držav, ki jo je ustanovil dunajski kongres, vendar ni bil član Nemške carinske unije.
Po avstrijsko-pruski vojni, ki je vzpostavila prusko hegemonijo v severni Nemčiji, se je Hamburg moral pridružiti Severnonemški federaciji . Vendar je dobil opt-out v obliki člena 34 severne nemške ustave , kjer je navedeno, da Hamburg in druga hanseatska mesta ostanejo kot prosta pristanišča izven Skupnosti carinske unije, dokler ne vložijo zahtevka za vključitev. Člen 34 je bil prenesen v cesarsko ustavo leta 1871, ko so se nemške zvezne dežele pridružile federaciji. Hamburg je pod velikim pritiskom iz Berlina vstopil v carinsko unijo po letu 1879, ko se je njegova zunanja tarifa močno povečala. Leta 1881 je bil podpisan sporazum med pruskim ministrom za finance Karlom Hermanom Bitterjem in državnim sekretarjem cesarske državne blagajne na eni strani in  hamburškim senatnim pooblaščencem in odposlancem hanseatskih držav v Berlinu, dr. Krügerjem, na drugi strani. Hamburg se bo pridružil carinski uniji z vsem svojim ozemljem, razen stalne proste pristaniške četrti, ki ga je določil sporazum. Za to okrožje se še vedno uporablja člen 34, zato svoboščine tega okrožja ni bilo mogoče odpraviti ali omejiti brez odobritve Hamburga. .
Leta 1883 se je začelo čistiti območje Kehrwieder in Wandrahm, zato je bilo treba preseliti več kot 20.000 ljudi. Gradnja je bila zaključena pred začetkom prve svetovne vojne, vodil jo je Freihafen-Lagerhaus-Gesellschaft (predhodnik Hamburger Hafen und Logistik AG), ki je bila odgovorna tudi za nadaljnje delovanje.
Po uničenju približno polovice stavb v operaciji Gomorrah zaradi bombardiranja med drugo svetovno vojno je bila konzervativna obnova končana leta 1967, medtem ko je Hanseatic Trade Center zasedel prostor popolnoma uničenih struktur . Leta 1991 je bil uvrščen na seznam Hamburške dediščine. Od leta 2008 je del četrti HafenCity. V poskusu oživitve notranjega mestnega območja je vlada v Hamburgu začela razvijati območje HafenCity, na primer z gradnjo filharmonične dvorane Elbphilharmonie.

## Arhitektura
Skladišča so bila zgrajena z različnimi podpornimi strukturami, Andreas Meyer pa je ustvaril neogotsko zunanjo plast z majhnimi stolpi, nišami in glaziranimi terakota okraski. To so večnadstropne stavbe z vhodi iz vode in s kopnega. Eno najstarejših skladišč je Kaispeicher B, Mednarodni pomorski muzej.

## Uporaba
Četrt Speicherstadt je ena izmed glavnih turističnih atrakcij v Hamburgu in je v središču večine pristaniških izletov. Obstaja več muzejev, kot so Deutsches Zollmuseum (Nemški carinski muzej), Miniatur Wunderland (model območja) in Hamburg Dungeon (hamburška ječa). Tukaj je bil tudi afganistanski muzej, vendar so ga zaprli leta 2012.
Stavbe se uporabljajo tudi kot skladišča. Od leta 2005 so družbe v Speicherstadtu obravnavale eno tretjino svetovne proizvodnje preprog in drugega blaga, vključno s kakavom, kavo, čajem, začimbami, pomorsko opremo in elektroniko.